# Сестринство и јединство
Сестринство и јединство: (пост)југосло/авенски лезбе/ијски активизам (енгл. Lesbian activism in the (post-)Yugoslav space: Sisterhood and unity) је стручна монографија коју су уредили Бојан Билић и Марија Радоман, објављена 2018. године у издању издавачке куће Palgrave Macmillan из Лондона.Проширено и допуњено издање на српском језику објављено је 2018. године у издању издавачке куће Mediterran publishing из Новог Сада у преводу Славице Милетић, Сање Кајинић, Наташе Ламбић и Марије Радоман.

## Уредници књиге
- Бојан Билић (1982) је истраживач на Институту друштвених наука Универзитета у Лисабону, као и предавач у Школи политичких наука Универзитета у Болоњи.[1]
- Марија Радоман (1983) је истраживачица на Институту за социолошка истраживања Универзитета у Београду.[1]

## О књизи
Књига Сестринство и јединство: (пост)југосло/авенски лезбе/ијски активизам је зборник текстова који за циљ има промоцију 
регионалног лезбејског активизма и лезбејских права као и истраживање активистичких политика у пост (југословенском) простору. Као и то да би се архивирале и сабрале досадашње иницијативе активисткиња и на тај начин унапредио њихов рад и међусобна сарадња у будућности. Књига је настала из потребе да се на српски језик преведе публикација која обухвата преплитање академских и активистичких гласова који покушавају да документују скоро четири деценије лезбејског активизма на југословенском простору.
Књига ставља у фокус један маргинализовани део друштва, и представља пионирски напор у документовању лезбејског активистичког ангажмана у (после)ратном и (пост)социјалистичком окружењу. Попуњава празнину о лезбејским активистичким подухватима и лезбејским животима у литератури посвећеној Југославији и њеном распаду.